# Magno de Anagni
Magno de Anagni (em italiano:  San Magno di Anagni), conhecido também como Magno de Trani ou Magno de Fabrateria Vetus, é venerado como padroeiro de Anagni.

## História
De acordo com a tradição, Magno nasceu em Trani no século II, filho de um homem chamado Apolônio. Tornou-se um pastor ainda criança para ajudar a família e cuidava de um pequeno rebanho de ovelhas, doando tudo o que ganhava para os pobres. Ele e o pai foram batizados pelo bispo Redemptus de Trani.
Quando Redemptus morreu, Magno foi proclamado bispo de Trani pelo povo e pelos clérigos locais. Como bispo, Magno lutou para disseminar o cristianismo em Fondi, Aquino e Anagni, onde batizou uma jovem chamada Secundina, que depois também morreria como mártir.
Magno fugiu para Roma para escapar da perseguição aos cristãos liderada por um homem chamado Tarquínio. Depois de um tempo, Magno voltou pra casa, escondendo-se pelo percurso, mas acabou sendo descoberto numa caverna perto de Fondi e acabou decapitado perto de Fabrateria Vetus, no Lácio.

## Veneração
No século IX, suas relíquias foram transaladadas de Fondi para Veroli por um homem chamado Platão. De acordo com a tradição, um senhor muçulmano chamado Musa converteu o sepulcro de Magno num estábulo. Porém, quando os cavalos abrigados no local começaram a morrer, Musa se assustou e vendeu as relíquias para os cidadãos de Anagni. Elas foram depois transladadas para a catedral da cidade na presença do bispo Zacarias. São Magno depois foi declarado padroeiro da cidade e passou a ser venerado também na cidade de Colle San Magno, em Frosinone.
Magno não deve ser confundido com São Magno de Cuneo, mártir da Legião Tebana, que é venerado no mesmo dia. O "Martirológio Romano" lista apenas o primeiro nesta data. Ele aparece também no Martyrologium Hieronymianum, no qual aparece listado como tendo morrido em Fabrateria Vetus. Magno era muito venerado na região do baixo Lácio e seu nome aparece no Sacramentarium Gelasianum (séc. VII) e no Sacramentarium (séc. VIII).